# 内田幸雄 (実業家)
内田 幸雄（うちだ ゆきお、1951年1月20日 - ）は、日本の実業家。元JXTGホールディングス代表取締役社長・会長。小山カントリー倶楽部取締役。

## 経歴・人物
福井県出身。1973年京都大学法学部卒業、日本鉱業入社。2003年ジャパンエナジー執行役員経営企画部担当。2004年同社常務執行役員。2005年同社取締役常務執行役員。2010年JX日鉱日石エネルギー取締役専務執行役員。2012年同社取締役副社長執行役員。2014年JXホールディングス取締役副社長執行役員。
2015年からJXホールディングス代表取締役社長執行役員を務め、東燃ゼネラル石油との統合にあたり、統合後のJXTGホールディングス代表取締役社長執行役員を経て、2018年同社代表取締役会長に就任。2019年、代表取締役会長を退任し、同社特別理事に退いた。2021年、小山カントリー倶楽部取締役。